# A106 (Frankrijk)
De A106 is een korte A-weg die enkel in Parijs loopt. Hij heeft geen E-wegaanduiding. Hij verbindt de A6 met luchthaven van Orly.